# Jeanne Behrend
Jeanne Behrend (* 1911 in Philadelphia; † 20. März 1988 ebenda) war eine US-amerikanische Pianistin.

## Leben und Wirken
Behrend studierte bis 1934 am Curtis Institute of Music Klavier bei Józef Hofmann und Komposition bei Rosario Scalero. 1937 debütierte sie in der Carnegie Hall mit einem Programm, in dem sie auch eine eigene Sonate vorstellte.
Behrend spezialisierte sich auf die Klavierwerke amerikanischer Komponisten. Nach dem Zweiten Weltkrieg unternahm sie unterstützt vom US State Department und auf Einladung von Heitor Villa-Lobos die erste von mehreren Tourneen durch Südamerika. Villa-Lobos nannte sie "a heroine of the Americas".
1959 begründete sie in Philadelphia das Philadelphia Festival of Western Hemisphere Music, für das sie von der brasilianischen Regierung 1964 mit dem Southern Cross ausgezeichnet wurde. Sie unterrichtete am Curtis Institute, der Juilliard School of Music, dem Western College in Ohio, dem Philadelphia Conservatory und der Temple University. Seit 1969 war sie Mitglied der Philadelphia Music Academy, wo sie Klavier unterrichtete und 1974 Kurse für erwachsene Klavieranfänger anbot.
Behrend gab Lieder von Stephen Foster, frühe amerikanische Chorwerke und als Gottschalk-Expertin die Klavierwerke und die Autobiographie Notes of a Pianist des Komponisten und Pianisten Louis Moreau Gottschalk heraus.
Sie spielte Klavierwerke amerikanischer Komponisten wie John Alden Carpenter, David Wendell Guion, Daniel Gregory Mason und Edward MacDowell. 1948 spielte sie in der New Yorker Town Hall die erste Gesamtaufführung von Samuel Barbers Excursions, der ihr sein Interlude No.1 ("Adagio for Jeanne") gewidmet hatte. Für MGM spielte sie eine LP mit Klavierwerken Gottschalks, für Allegro Sonaten von Charles Tomlinson Griffes und Alexander Reinagle sowie Präludien von Robert Moffat Palmer ein.
Mit ihrem Ehemann, dem Pianisten Alexander Kelberine, nahm Behrend 1937 das Konzert für zwei Klaviere von Harl McDonald mit dem Philadelphia Orchestra unter Leopold Stokowski auf.
Behrend hinterließ ein schmales kompositorisches Werk. Józef Hofmann führte 1926 in London The Old Scissors Grinder, ein Solostück für das Klavier auf. Außerdem sind Quiet Piece und Dance into Spring für das Klavier, ein Streichquartett, Lamentation für Viola und Klavier, Lieder und eine Kantate überliefert.
| Personendaten    | Personendaten              |
| ---------------- | -------------------------- |
| NAME             | Behrend, Jeanne            |
| KURZBESCHREIBUNG | US-amerikanische Pianistin |
| GEBURTSDATUM     | 1911                       |
| GEBURTSORT       | Philadelphia               |
| STERBEDATUM      | 20. März 1988              |
| STERBEORT        | Philadelphia               |